# Богослово (Рязанская область)
Богосло́во — село в Скопинском районе Рязанской области России. Входит в состав Горловского сельского поселения.

## География
Находится в юго-западной части Рязанской области, в лесостепной зоне, в пределах Среднерусской возвышенности, при автодороге 61К-014.

### Уличная сеть
- Ул. Городок;
- ул. Запрудная;
- ул. Зелёная;
- ул. Молодёжная;
- ул. Центральная.

### Климат
Климат характеризуется как умеренно континентальный, с тёплым летом и умеренно холодной снежной зимой. Среднегодовая температура воздуха — 4,4 °C. Средняя температура воздуха самого холодного месяца (января) — −10,5 °C (абсолютный максимум — −41 °C); самого тёплого месяца (июля) — 20 °C (абсолютный максимум — 39 °C). Безморозный период длится около 140—145 дней. Среднегодовое количество осадков — 520—580 мм, из которых большая часть выпадает в период с апреля по октябрь. Снежный покров держится в течение 130 дней.

## Топоним
Первоначальное название села было — Альшанка. Наименование Альшанка было связано со словом ольха. Первую церковь, построенную в Альшанке в 1674 году, перенесли в село Лазинку. После этого в XVII веке в селе построили церковь во имя Святого Иоанна Богослова, которая и дала название селу — Богословское. Со слов старожилов, ещё при Наполеоне в село зашёл какой-то святой человек, богослов, помолился в местной церкви, и французы обошли село стороной. В честь этого события село переименовали в Богослово.

## История
По административному делению село Богословское входило в состав Петрушинской волости Епифанского уезда Тульской губернии и всегда было вотчиной. В начале XX века село делилось на три части: Яньковку, Нарышкино и Влетовку. В 1770—1900 годах относилось к приходу церкви во имя Святителя Димитрия Ростовского (с 1826 года — Вознесения Господня) соседнего села Петрушина.
Богослово было помещичьим сельцом с господским домом. В материалах экономического приложения к планам Генерального межевания Епифанского уезда 1780-х годов имеется описание усадьбы: 

по обе стороны двух безымянных прудов и большой дороги из города Данкова в город Михайлов; дом господской деревянной; земля чёрная; хлеб средственной; покос хороший; лес дровеной; крестьяне на пашне.

 Согласно документу, в сельце было 57 крестьянских дворов, в которых проживали 201 мужская и 220 женских крепостных душ.
Экономическое приложение называет владельцами сельца «Александр Александровича и супругу его Анну Никитишну Нарышкиных», а также «князь Ивана Фёдоровича Голицына».

В 1787 году Иван Голицын женился вторым браком на Надежде Ивановне Грушецкой (1727—?), вдове полковника лейб-гвардии Семёновского полка Василия Никитича Грушецкого (1717—?). Наследниками состояния Ивана Голицына, имений Богословское и Даниловское, стали его пасынки и падчерицы Грушецкие. Согласно ревизской сказке от 27 августа 1811 года Богослово принадлежало коллежскому асессору Александру Васильевичу Грушецкому. Позднее сельцом владели помещики Янковы и штаб-ротмистрша Елизавета Алексеевна Варыпаева. 1 декабря 1847 года подпоручик Евграф Иванович Белый купил часть их крепостных.
По состоянию на 1861 год сельцо было разделено между двумя помещицами — княгиней Зинаидой Николаевной Щербатовой и вдовой коллежского регистратора Софьей Алексеевной Варыпаевой.
В конце XIX века усадьбу приобрёл владелец Богословского № 2 винокуренного завода Николай Петрович Воронин. В 1901 году при усадьбе была построена кирпичная Иоанно-Богословская церковь (действовала до середины 1950-х годов).

## Население
| 2010 |
| ---- |
| 129  |

## Известные уроженцы, жители
В Богослове в 1870 году родилась преподобномученица Дария (Зайцева).

## Инфраструктура
Дом культуры

## Достопримечательности
В бывшей усадьбе сохранились фундамент господского дома, остатки парка и разрушающийся остов здания церкви.
Церковь Иоанна Богослова в Богослово выстроена из кирпича на средства прихожан в 1901 г. при бывшей помещичьей усадьбе, принадлежавшей на тот период владельцу Богословского № 2 винокуренного завода купцу Н. П. Воронину. Закрыта в середине 1950-х. В настоящее время заброшена и разрушается.

## Транспорт
Остановка общественного транспорта «Богослово».